# 虫プロダクション
虫プロダクション（むしプロダクション、通称: 虫プロ）は、日本のアニメ制作会社。
漫画家でアニメーターである手塚治虫が設立したアニメーション専門プロダクションである。本項では1961年（昭和36年）に設立され1973年（昭和48年）11月に倒産した「株式会社虫プロダクション」（旧虫プロ）と、その子会社である「虫プロ商事」（1973年8月倒産）、1977年（昭和52年）に旧虫プロの労働組合を母体として設立された「虫プロダクション株式会社」（新虫プロ）に分けて記述する。

## 株式会社虫プロダクション（旧虫プロ）

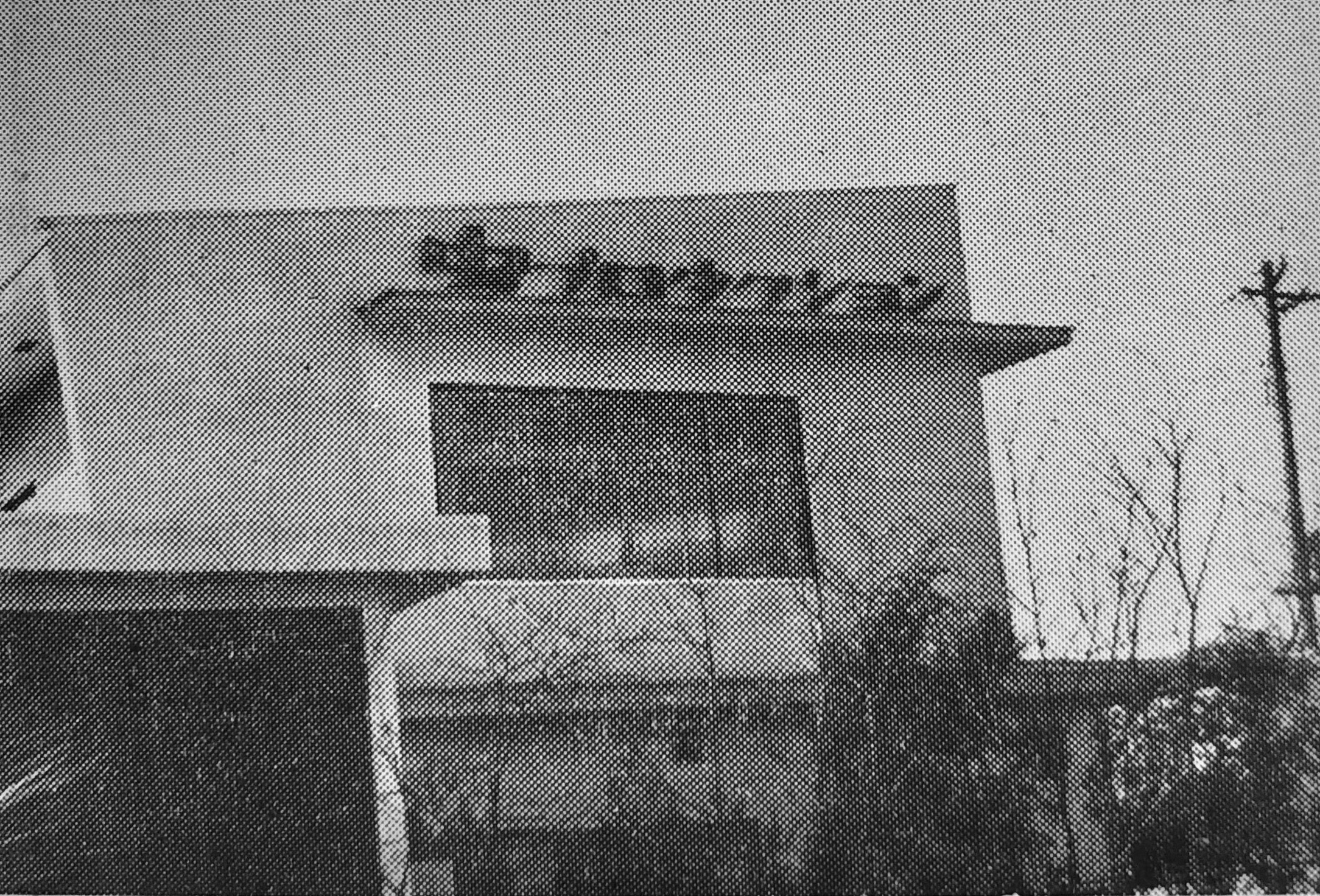
虫プロダクション（1963年撮影）

株式会社虫プロダクション（通称: 虫プロ）は、1961年（昭和36年）6月に手塚治虫が創設したアニメーション専門のプロダクションである「手塚治虫プロダクション動画部」が1962年（昭和37年）1月に改称したものである。
1961年（昭和36年）、手塚治虫プロダクション動画部を設立。手塚は東映動画の嘱託として、アニメ制作に携わったことがあり、その時の経験と人脈を生かして、プロダクションを立ち上げた。1962年（昭和37年）1月、株式会社虫プロダクションとして正式に発足。名称の"虫"には「漫画の虫」「アニメの虫」「無死（不死身）」の意味が込められた。
1962年11月5日、第1作である短編（38分、カラー、ワイド）アニメーション映画『ある街角の物語』及び『鉄腕アトム』第1話（モノクロ）ほか1作を公開。同年12月、株式会社として法人登記。翌1963年1月1日、日本初の30分放送枠用の連続テレビアニメシリーズ『鉄腕アトム』を、1965年に日本初のカラーの本格的連続テレビアニメ番組『ジャングル大帝』などの多くのアニメ作品を制作。従業員数は最盛期には400人を数える日本有数のアニメーションスタジオになった。テレビ向け作品の多くはフジテレビで放送した。
1966年7月、社内の版権部、出版部、営業部を分離独立させる形で子会社の虫プロ商事を発足。同時に虫プロ本体の債務を移転した。
『鉄腕アトム』の放送実現を機に萬年社を退職した穴見薫が、1963年（昭和38年）に虫プロの常務に就任。経営の舵取りを担い、社内改革を進めたが、1966年（昭和41年）12月に突然死する。これを機に経営は迷走していく。その死の直後、穴見がフジテレビから1億3千万円の融資を受ける代償として、虫プロの全作品の権利をフジテレビに譲渡する契約を独断で行っていたことが発覚。虫プロがフジテレビとの交渉により、1978年（昭和53年）まで10年間の放映権をフジテレビが占有することを条件に権利を取り戻した。
初期には手塚原作の作品のみを制作していたが、少し後には『アニマル1』『さすらいの太陽』『国松さまのお通りだい』『あしたのジョー』『アンデルセン物語』『ムーミン』など手塚作品ではない漫画のアニメ化を行った。手塚治虫原作作品が2年間なかった状態に陥ったのは手塚作品が受けなくなったというテレビ局側の判断が第一だが、多忙な手塚の決裁を仰ぐ困難や手塚からリテイクの要求が出て、スケジュールが遅延してコストがかさんだり、番組の放送に穴が開いて、過去のエピソードのリピート放送で埋めるなどの原因となったことから、手塚を制作に加えないようにして、手塚原作を用いた作品を作らなくなった理由の一つと言われる虫プロ内部の事情があった。いずれにせよ『0マン』『ノーマン』『ガムガムパンチ』など手塚作品のパイロット版を制作してもテレビ局が採用しないとなれば、虫プロを企業として維持していくためには非手塚原作作品をやらざるを得ない状態だった。
1971年（昭和46年）6月、手塚が今後の虫プロの方針として、「初心通りに作家集団として進めるか、利益追求その物を目的とする企業体とするか」を問い掛け、社員総会を繰り返し開催。話し合いの結果、大多数の社員が川畑栄一部長を中心とした利益追求の企業体制を固めることで結論が出る。これに失望した手塚がそれまでの赤字を負担する条件で社長を辞任。同調して退社する人材が相次いだ。社長には川畑が就任、資本金を200万円から1,000万円に増額して、労働組合が結成された。
テレビアニメ制作プロダクションが多く設立されると他プロダクションとの受注競争となり、これに敗れる形でテレビ局からの受注が減少。人件費の高騰があり、次第に資金繰りが悪化する。子会社の虫プロ商事の経営悪化と労働争議も金融機関が虫プロ本体に警戒を抱く原因となった。劇場用作品『哀しみのベラドンナ』の興行的な失敗があり、短期間のうちに資金繰りが極端に悪化した。1973年（昭和48年）8月22日、子会社の虫プロ商事が約4,000万円の不渡り手形を出して倒産。この後、銀行などからの融資が引き上げられたことが倒産の直接のきっかけとされるが実際には、子会社の倒産を回避できないほどに虫プロ本体の経営状態は悪化していた。同時点で同年9月に放映が終了する『ワンサくん』以後の制作作品の目途は立っておらず、既に虫プロ本体の倒産は免れない状態となっていた。そして、川畑体制の虫プロは『ワンサくん』放映終了直後の同年11月5日に3億5千万円の負債を抱えて倒産する。
倒産前年の1972年12月には、鉄腕アトムのイラストを「マスコットキャラクターとして限定的に使用する」ことで手塚および虫プロと合意していたプロ野球球団・ヤクルトアトムズにおいて、球団後援会が作成したグッズでアトムのイラストを使用したことが「正規に虫プロと版権契約しているグッズ販売業者の権利侵害」として問題になり、球団との間でグッズ販売契約の話し合いを改めて行うもまとまらなかった。このため、球団は手塚と虫プロに謝意を示した上で、1973年1月から新ニックネームの検討に入った。5月には一度「ジャガース」が内定し、後半戦からの変更を発表したが、結局シーズン中の変更は見送りとなった。シーズン終了後にニックネームは「ジャガース」を撤回して、「ヤクルトスワローズ」に名称変更することを倒産直前の10月26日に発表した。

### 登用方式
東映動画では大卒の正社員しか演出家になる事ができず、映画界全体にも身分制度のようなものが残っていた。学歴がないものは正規雇用の採用試験すら受ける事ができず、非正規雇用で入ったものは一生 非正規であり、監督など重要なポジションを任される事はなかった。
これに対して、虫プロは手塚治虫が個人の作家性を尊重して、才能のある者は重用するといった当時の日本の映画界では極めて型破りな方針であった事から、学歴や経歴は関係なく意欲と実力本位であり、多くの才能ある人材を発掘し成長する事を可能とした。

### 影響
旧虫プロが日本のアニメ産業の歴史の上で果たした役割には代表的なものとして以下がある
- 「本格的な週刊シリーズ30分枠用の作品」としては日本初であるテレビアニメ『鉄腕アトム』の制作を実現（当初の想定放映期間を遙かに超えて丸4年間放送、ただしその一部には製作が間に合わなかったためのリピート放送を含む。）（注：30分枠用よりも短いテレビアニメ作品の先行例としては『漫画ニュース』、『おとぎマンガカレンダー』がある）
- 海外輸出も意識したテレビアニメーションで、"本格的"な30分枠の週刊シリーズものとしてカラーテレビアニメ『ジャングル大帝』を作り、テレビアニメの時代を切り開く

（注：日本初の30分枠のカラー製作によるテレビアニメシリーズはジャングル大帝放映の半年前に1965年4月4日-4月18日にフジテレビで放映された「テレビ動画」製作の「ドルフィン王子」（全3話）である。なお、日本初のカラー放送用テレビアニメは『もぐらのアバンチュール』（1958年7月14日、日本テレビ）とされる。）
- アニメ番組の毎週放送を可能とするべく制作の作業量を減らしたリミテッドアニメの作成技法の開発とそれに沿った様式（演出、描画、撮影）の普及
- 日本のアニメが漫画を原作とするストーリー性の強いものや登場人物の心理などの内面に踏み込んだ作品も可能にした
- テレビアニメーションのBGMとして電子音響の効果音やオーケストラ演奏を採用。実写とアニメーションの合成によるテレビ番組の制作
- 少年役の声優に女性を起用
- 日本で初めてテレビアニメから（再編集により）劇場上映される作品を産み出す
- 『千夜一夜物語』、『クレオパトラ』による成人向け劇場用アニメ作品の開拓
- 劇場用アートアニメーション『哀しみのベラドンナ』などの制作、非商業ベースの実験的作品も積極的に制作
- 虫プロのテレビアニメに伴うキャラクターマーチャンダイジングのビジネスモデルに倣ってそれに続く新興アニメスタジオが勃興
- 脚本を制作するためにSF作家などを起用。
- 虫プロで育成された人材の多くはその後にアニメ界で活躍し、結果的に人材供給の源となった

人材は東映動画から移籍した杉井ギサブローやりんたろう、中村和子、月岡貞夫などの若手スタッフ、山本暎一など横山隆一のおとぎプロ出身者、荒木伸吾、北野英明、村野守美、真崎守、出崎統、金山明博など手塚治虫のアシスタントや貸本漫画などを描いていた漫画家、杉野昭夫、川尻善昭、高橋良輔、富野由悠季、安彦良和、吉川惣司など虫プロの生え抜きスタッフがいる。虫プロ出身者の多くは後に日本を代表するアニメーション制作者になった。

### 社風
創業した手塚自身が絵を描く漫画家でありアニメーターでもあったため、虫プロは「アニメーターにあらずんば人にあらず」という絵を描けなければまともに相手にされない社風であったことを、虫プロに在籍したことのある富野由悠季らが証言している。手塚はアニメーターに「作家であれ」と主張して、「実験アニメ」と虫プロで実際に呼んでいた『おす』『しずく』『タバコと灰』『創世紀』『めもりい』といった短編の非商業作品を制作した。虫プロ社内では手塚の発案で、20万円の実験作品製作資金助成制度を設けていたという。テレビアニメ制作に忙殺されて、この制度が活かされることはあまりなかったというが実験的なアニメーション作品が作られている。商業性にとらわれない実験的な作品を発表させるという趣向は手塚が虫プロ商事から発刊した漫画雑誌『COM』とも共通するものである。出崎統は自らの演出の指向性について、「虫プロで制作された実験的作品の志を商業作品でも発揮できないかと考えた」と後年語っている。
一方で、このようなアニメーター偏重の社風は非合理的な経営や人件費の高騰を招くこととなった。虫プロから独立した営業・制作系スタッフが中心となって設立したサンライズは虫プロの失敗を教訓として経営にはクリエーターを関与させないという方針を決め、制作進行など管理業務以外の実制作作業はすべて外注スタッフに任せる手法とした。

### 虫プロダクションのビジネスモデル
旧虫プロのビジネスモデルは、その後の日本に於けるアニメ製作上の規範となった。2020年代も、日本国内では、基本的に旧虫プロと同じ形態で資本回収が行われる形でのアニメ制作が行われている。
虫プロダクションが、制作プロダクションとしてテレビ局から受け取っていた制作費は実際に掛かった経費を大幅に下回っていた。その赤字分を関連商品の著作権収入（マーチャンダイジング収入）・海外輸出で補うという日本におけるテレビアニメのビジネスモデルを確立したのは旧虫プロである。手塚が『鉄腕アトム』で予算的に引き合わないテレビアニメに参入したのは、自らの漫画の原稿料で赤字を補填し、他社の参入を妨げて、テレビアニメ市場の独占を図るためであったと言う。著作権収入というビジネスモデルについてはディズニーに倣ったものであったが、この著作権ビジネスでの副収入の大きさにより結果的に他社の参入を許すこととなった。『鉄腕アトム』の後、旧虫プロ主宰者の手塚は、なるべく当たりはずれの大きいマーチャンダイジング収入には頼らない作品作りを目指そうと考えたが、そのような方式のアニメ制作は定着せず、旧虫プロ以後の時代にも『鉄腕アトム』式のビジネスモデルは引き継がれた。
旧虫プロは基本的に作品の著作権をテレビ局に売り渡さなかった。そのような形態の作品は当時から存在はしたが、旧虫プロの場合にはマーチャンダイジング収入無しでは制作費の回収が事実上不可能なビジネスモデルであったため、戦略的に著作権を売り渡さない契約を行った。版権部という部署を設けて、自社作品の著作権の管理を積極的に行った。ただし、他プロダクションの下請けや人形劇番組のアニメーション部分を下請けの形で請け負ったことはある。
『鉄腕アトム』はアメリカのテレビ局NBCの子会社　NBC FILMSと輸出契約を締結した。NBCのネットワーク放送に乗せられず、シンジケーションによる番組販売という形で放送される形だった。虫プロ文芸部に所属した豊田有恒によれば、「『鉄腕アトム』の世界配給権はアメリカのNBC FILMSが取得して、西ドイツやメキシコで放映されても虫プロの収入にはならず、NBC FILMSへの納品にはアメリカで放映できるものという条件だった」ため、英語への吹替費用を虫プロ側が負担し、アメリカでの放送に適さない場合の編集は虫プロ側が行っていた。1話あたり、1万ドルで売れたことが話題になったが、これらの諸経費が実際には差し引かれていた。『鉄腕アトム』に次いで、NBC FILMSと契約した『ジャングル大帝』は当初から輸出を前提とした作品作りを行なっている。しかし、この形での輸出は定着せず、後に輸出を開始した竜の子プロダクション作品などは日本側スタッフ・プロダクション名の表示なしで、現地で大幅に編集して放映することを許す形をとった。虫プロダクションと異なり、テレビ局側が用意した企画・脚本を元に、プロダクション側は動画制作のみを行う形態の作品が1960年代には存在した。ただし、この形式での製作は主流にはならなかった。
旧虫プロは東映動画など従来のアニメーション制作スタジオと同様に、企画・脚本・キャラクター設定から動画や彩色、録音などの全ての工程を基本的には社内で行う内制システムを取っていた（録音の場所は社外のスタジオを借りていた。フィルムの現像やプリントも外注である。また鉄腕アトムなどは途中からは外部による制作も行われた）。この方式によって、作品を早く仕上げ、品質を保つことができた。その後は他プロダクションがテレビアニメを制作するようになると注文の奪い合いになった。しかし、受注が減ってくるようになっても全スタッフには基本給を支給しなければならない。最終的には受注減が根本的な理由になって、旧虫プロは倒産した。この後、同様の内制システムを取っていた東映動画でも労働争議が起きて、最終的に内制システムを破棄。動画・彩色は下請けのプロダクションに出来高払いで発注するようになった。
その後はアニメ制作プロダクションはテレビ局から直接受注を請ける企画プロダクションと、そこから動画・彩色などを孫請けの形で請ける動画プロダクションにはっきり分かれるようになった。この点では現代のアニメの制作システムは、旧虫プロ時代の頃とは異なっている。
旧虫プロも外注は行ったが、まるまる1話を下請けプロダクションに制作させるという方式（いわゆるグロス請け）で、動画・彩色などの工程ごとに孫請けプロダクションに発注する21世紀初頭での主流の外注方法とは異なる。
旧虫プロが破綻した後の頃からは、それまでの東映動画や旧虫プロダクションのようにアニメーション制作の労働者を基本的には正社員として雇用し育成することは普通ではなくなり、サンライズのように個人事業主を請負契約で使用することが普通となった。

### 主な出身者
- 手塚治虫（虫プロ創設者）
- 明田川進
- 芦田豊雄
- 荒木伸吾
- 飯塚正夫
- 石津嵐 （磐紀一郎）
- 宇田川一彦
- 浦上靖夫
- 岡迫亘弘
- 勝井千賀雄
- 金山明博
- 上口照人
- 川尻善昭
- 渡邉忠美
- 神田武幸

- 北野英明
- 小林準治
- 斎藤博
- 坂口尚
- 坂本雄作
- 槻間八郎
- 正延宏三
- 佐々門信芳
- 塩野米松（虫プロ商事）[23]
- 進藤満尾
- 神宮慧
- 杉井ギサブロー
- 杉野昭夫
- 杉山卓
- 鈴木良武（五武冬史）
- 清水達正
- 高橋良輔
- 谷沢豊

- 田代敦巳
- 月岡貞夫
- 出崎統
- 富野由悠季（富野喜幸）
- 富岡厚司
- 鳥海尽三
- 豊田有恒
- 星新一（外部ブレーン）
- 永島慎二
- 成田マキホ
- 中村一夫
- 中村和子（穴見和子）
- 西牧秀夫
- 西村緋祿司
- 布川ゆうじ
- 野崎欣宏

- 波多正美
- ひこねのりお（彦根範夫）
- 平田敏夫
- 星山博之
- 真佐美ジュン（下崎闊）
- 丸山正雄
- 光山勝治
- 宮本貞雄
- 村野守美
- 森田浩光
- 安彦良和
- 山川紀生[24][25][26]
- 山本暎一[27]
- 林重行
- 吉川惣司
- 若菜章夫

### 虫プロダクションに関連する主要なアニメ制作会社

#### 現在
- 手塚プロダクション - 手塚治虫・小林準治・上口照人・中村和子等
- バンダイナムコフィルムワークス（サンライズブランド）（制作・営業系の人材が主体となり独立） - 鈴木良武（一時期）・富野由悠季・安彦良和・岸本吉功・星山博之等
- マッドハウス（制作・演出系の人材が主体となり独立） - 丸山正雄・りんたろう・出崎統・杉野昭夫・川尻善昭 等
  - MAPPA - 丸山正雄
- シャフト - 若尾博司
- スタジオ・ライブ - 芦田豊雄
- ぎゃろっぷ - 若菜章夫
- ビッグバン - 原屋楯男
- イマジン - 在籍経験がある酒井明雄が設立
- ぴえろ - 在籍経験がある布川ゆうじが設立
- スタジオユニ - 在籍経験がある半藤克美が設立
- 中村プロダクション - 中村一夫が設立
- 京都アニメーション - 仕上げ経験のある八田陽子が設立

#### 過去
- オフィス・アカデミー - 西崎義展・須藤将三[28]・後藤武彦[28]・野崎欣宏[29]（1982年夏に会社整理）
- グループ・タック（音響系の人材が主体となり独立） - 田代敦巳・明田川進・杉井ギサブロー等（2010年8月準破産）
- ナック - 西野聖市・小柳朔郎・月岡貞夫等
- アートフレッシュ - 鈴木良武・杉井ギサブロー・出崎統・吉川惣司・森田浩光等
- 東京アニメーションフィルム（動画撮影系の人材が主体となり独立） - 清水達正等（1998年に設備とスタッフを引き継いでアニメフィルムを発足）
- グルーパープロダクション - 波多野恒正・波多正美
- アナザープッシュピン・プランニング - 在籍経験がある野村和史が設立

### 主な作品

#### 手塚治虫原作作品
- 鉄腕アトム（1963年-1966年）- モノクロ作品。日本最初の本格的な1話30分放送枠の連続テレビアニメ。1963年度第2回テレビ記者会賞特別賞
- 銀河少年隊（竹田人形座製作、1963年-1965年）- 竹田人形座の人形劇との間に差し込まれるアニメーションの部分。モノクロ作品。
- W3（1965年-1966年）- モノクロ作品。
- ジャングル大帝（1965年）- カラー作品。1965年度第4回テレビ記者会賞特別賞、1966年度厚生大臣児童福祉文化賞。
- 新ジャングル大帝 進めレオ!（1966年-1967）- カラー作品。1967年度ベニス国際映画祭サンマルコ獅子賞。
- 悟空の大冒険（1967年）- カラー作品。
- リボンの騎士（1967年-1968年）- カラー作品。1966年度日本テレフィルム色彩撮影技術賞。
- バンパイヤ（虫プロ商事製作、1968年-1969年）- 実写に合成するアニメーションの部分。モノクロ作品。
- どろろ（1969年）- モノクロ作品。
- ワンサくん（1973年）- 旧虫プロ最後のテレビアニメ。カラー作品。

#### パイロットフィルム（手塚治虫原作）
制作しようとする作品の概観を制作契約の獲得を狙って潜在的なスポンサーや放送局関係者などに示すための見本
- 孫悟空が始まるよー 黄風大王の巻（1966年6月12日）- カラー作品。現在のプリントは退色が甚だしい。
- リボンの騎士（1966年11月） カラー作品。
- フライングベン（虫プロ商事製作、1967年9月）
- どろろ（1968年1月）- カラー作品（本放送用の作品はモノクロ作品）
- ガムガムパンチ（虫プロ商事製作、1968年4月）- カラー作品
- 0マン（1968年6月）
- ノーマン（1968年7月）
- 青いトリトン（虫プロ商事製作、1971年10月）- カラー作品

#### 実験アニメーション作品
2013年4月より、ひかりTVビデオサービス（ビデオ・オン・デマンド）にて配信開始。但し、「たばこと灰」のみ配信ラインナップから外され、全7回とされている。
- ある街角の物語（1962年11月5日）1962年度芸術祭ブルーリボン賞奨励賞
- おす（1962年11月5日）
- 人魚（1964年9月21日）
- めもりい（1964年9月21日）
- しずく（1965年10月1日）
- たばこと灰（1965年10月1日）
- 展覧会の絵 （1966年11月11日）1966年度芸術祭奨励賞ブルーリボン賞、1966年度毎日映画コンクール大藤信郎賞、1967年度アジア映画祭特別賞
- 創世記（1968年10月）

#### 手塚治虫原作以外の作品・各話制作協力作品
- 新宝島（単発テレビ作品、1965年、モノクロ）- 原作小説はロバート・ルイス・スティーヴンソン。手塚治虫は翻案を担当。日本初の1時間枠のテレビアニメーション作品で、毎月1回1時間枠のシリーズの企画「虫プロランド」第一作として製作されたが、本作品だけが放送されてシリーズの企画は放棄された。
- わんぱく探偵団（テレビシリーズ、1968年-1969年）- 原作小説は江戸川乱歩。
- アニマル1（虫プロ商事製作、テレビシリーズ、1968年）- 原作は川崎のぼる。
- 佐武と市捕物控（テレビシリーズ、東映動画、スタジオ・ゼロとの共同制作、1968年-1969年）- 原作は石森章太郎（当時）
- フロスティ・ザ・スノーマン〜温かい雪だるま（単発テレビ作品、1969年） - アメリカのランキン・バス・プロダクションからの発注。アメリカのCBSテレビで放送された[30]。
- ムーミン（テレビシリーズ、1969年-1972年）- 原作はトーベ・ヤンソン。瑞鷹エンタープライズからの発注作品だが、クレジット上は「企画：瑞鷹エンタープライズ、制作：虫プロダクション」となっている。最初に下請けしていた東京ムービーに代わって虫プロに制作が移された。1970年度第12回児童福祉文化賞奨励賞、日本視聴者会議賞。
- やさしいライオン （製作:手塚治虫、原作、演出、美術:やなせたかし、東宝系、1970年3月21日封切、24分41秒、カラー）1969年度毎日映画コンクール大藤信郎賞、1970年度厚生省第12回児童福祉文化賞奨励賞。
- あしたのジョー（テレビシリーズ、1970年-1971年） - 原作は高森朝雄（梶原一騎）とちばてつや。
- The Mad, Mad, Mad Comedians（単発テレビ作品、1970年） - アメリカのランキン・バス・プロダクションからの発注。
- 恋の大冒険（監督：羽仁進、東宝系、1970年7月18日公開、カラー） - ピンキーとキラーズの今陽子主演によるミュージカル映画。アニメパートを製作）
- The Reluctant Dragon & Mr. Toad Show（テレビシリーズ、1970年-1971年） - アメリカのランキン・バス・プロダクションからの発注。全17話。
- The Tomfoolery Show（テレビシリーズ、1970年-1971年） - アメリカのランキン・バス・プロダクションからの発注。全17話。映像内では社名表記なし[31]。
- アンデルセン物語（テレビシリーズ、1971年）- 原作童話はハンス・クリスチャン・アンデルセン。『ムーミン』と同じく瑞鷹エンタープライズ製作作品で、下請けの立場で実制作を担当。
- さすらいの太陽（テレビシリーズ、1971年）- 原作漫画は藤川桂介とすずき真弓。
- 国松さまのお通りだい（テレビシリーズ、1971年-1972年）- 原作漫画はちばてつや。
- Festival of Family Classics（テレビシリーズ、1972年-1973年）- アメリカのランキン・バス・プロダクションにより発注された児童向けの名作や伝説をもとにした全18話のテレビシリーズ[32]。虫プロは絵コンテ以降の作業を担当。1986年4月よりテレビ東京系で『世界名作アニメ童話』のタイトルで5本が放送された[33]。
- Mad Mad Mad Monsters（単発テレビ作品、1972年） - アメリカのランキン・バス・プロダクションからの発注。
- 小さなバイキングビッケ（テレビシリーズ、1974年）- 第1話-第6話までを制作
- 劇場作品「アニメラマ」二部作など[注釈 5]
  - 千夜一夜物語（1969年）- 手塚治虫はストーリーの構成として参加。
  - クレオパトラ（1970年）- 手塚治虫はストーリーの構成を担当。
  - 哀しみのベラドンナ（1973年）- 前二作アニメラマとは異なり、アニメロマネスクと題される。手塚治虫は全く関与していない。

## 虫プロ商事
虫プロ商事株式会社（むしプロしょうじ）は旧虫プロの子会社。虫プロが負債を抱えて経営上の問題を抱えたためにその打破のために、版権部と出版部と営業部を虫プロから独立させる形で1966年7月27日に設立。虫プロ商事社長には虫プロ専務取締役の今井義章が就任して、池袋駅近くのビルで発足。虫プロは制作部門のみが残された。
設立目的には虫プロの負債処理もあり、設立と同時に1億5千万円の虫プロの負債を引き継いだが、1969年（昭和44年）の5月決算でこの負債は解消した。
『鉄腕アトム』のファンクラブ会報などを制作、海外販売などの営業、グッズの著作権管理を行った他、赤字体質の虫プロの手本になろうとテレビアニメ『アニマル1』や特撮テレビ番組『バンパイヤ』など制作にも挑んだが、『アニマル1』は赤字、『バンパイヤ』は大赤字の結果に終わる。
会社としては出版業中心の体制を推し進め、月刊雑誌『COM』『月刊ファニー』、児童向けの漫画レーベル『虫コミックス』を創刊したが、『月刊ファニー』は編集長が交通事故死して廃刊となり、これに伴う編集部門の人員整理が1970年（昭和45年）5月上旬から6月中旬まで激しい労使紛争に陥り業務も停止状態となり赤字となる。この責任により社長は今井義章から手塚治虫へと交代した。
1971年（昭和46年）2月頃に企画制作部長に就任した西崎義展が事実上の社長代理となって実権を掌握。出版拡大方針で人員を増大、組織の統制化、不合理な原価の改善を図るが、性急な改革が専横状態となり支持を得られずに5月には資金繰りが悪化。一部業者から取引停止を受けたり不当に高い買入を強いられたり、従業員の一部は私利を図ったり出勤状態が乱れ、当時40名の従業員により結成された労働組合による労働争議が発生するなど経営は混乱状態になった。
この間9月に創刊した『月刊てづかマガジンれお』などの返本率は7割に達し、1972年（昭和47年）4月には3億1千万円の負債を抱えて第1回の債権者集会が開催された。債権者委員会が経営にあたることとなり、代表取締役である手塚治虫は漫画執筆に専念して印税を委員会に入金することなどが決定された。
1973年（昭和48年）には出版体制立て直しのため『COM』『ファニー』の復刊もされたが、資金繰りが改善することはなく、政府の金融引き締めの影響もあって、1973年（昭和48年）8月18日に2回目の不渡り手形を出して倒産。負債額は1億2千万円。この信用不安で虫プロ本体も銀行からの融資がストップし、テレビ局からの発注も完全に途絶え、11月に倒産した。
同年10月30日には債権者によって破産申立が行われ、1974年（昭和49年）1月29日に東京地方裁判所により破産宣告がなされた。

## 虫プロダクション株式会社（新虫プロ）
虫プロダクション株式会社は、日本のアニメ制作会社。
旧虫プロの労働組合が中心となって設立された。設立時の筆頭株主は労働組合であり、資本金1200万円のうち500万円を出資した。設立時のその他の株主は、日本ヘラルド映画が300万円、日活が200万円、その他で200万円。
設立時に、手塚治虫から再建への支援として旧虫プロ時代に製作された商業アニメーション作品の著作権の全てが新虫プロに譲渡されたため、旧虫プロ作品の著作権管理も主な業務になっていた。本社は東京都練馬区富士見台二丁目30番5号。一般社団法人練馬アニメーション幹事。主に上映会形式・親子映画向けのアニメーション映画の制作を行っている。テレビアニメーション作品は再建への協力の一環として手塚が企画・監修として参加した1986年の『ワンダービートS』のみで、唯一の原作無しのオリジナル作品でもある。
手塚治虫を起源としているが、虫プロダクションと手塚プロダクションは資本的には全く別の企業であるが両者を混同した記述例が頻繁に見受けられる。ただし、手塚治虫と共同でアニメ作品を手掛けている点から両企業の間には手塚本人や作品を通じての関係という物は存在した。
全国労働組合総連合傘下の映像・文化関連産業労働組合の事務所は2008年まで虫プロ社内に間借りし、委員長を社員である有原誠治が務めていた。
2018年、社長の伊藤叡が死去。コンテンツ制作会社「ココロフリー」の代表　中村旭希が経営を引き継いだ。しかし、同年を境にアニメーション制作事業を休止。『あしたのジョー』（第1作）の版権がトムス・エンタテインメントに、手塚治虫原作の作品の版権が手塚プロダクションに移管されるなど、旧虫プロ作品の版権も伊藤が亡くなるまで切り売りが進められた。
経営陣一新後の新虫プロの収入源はわずかに手元に残った作品の版権管理や教育映画の通信販売事業だけであり、経営状況は悪化の一途を辿るようになる。2019年には人の出入りもまばらになり、家賃の支払いも滞った。相続人である手塚悦子（手塚治虫の妻）の再三に渡る催促に、経営者から「会社再生プランを作成しているので待ってほしい」との回答があったが、状況は改善しなかった。遂に相続人と新虫プロの交渉は決裂し、長期間未払いとなっている家賃約1148万円の返済と建物の明け渡しを求めて訴訟を起こしたことが、2021年10月に一部メディアの報道で明らかになった。東京地方裁判所が2022年7月12日に相続人側の主張を事実と認め会社に対し明け渡しと賃料の支払いを命じている。

### 主な作品
テレビアニメ
- 「ワンダービートS（スクランブル）」（1986年、2クール）- 手塚治虫 企画・監修作品.
- 「トキ この地球（ほし）の未来を見つめて」（2003年12月、単発、前半50分後半50分、脚本：長坂秀佳、監督：杉井ギサブロー）- テレビ新潟にて放送.

アニメーション映画
- 「北極のムーシカ・ミーシカ」(1979年、80分、原作：いぬいとみこ）- 新虫プロの第一作目の作品
- 「ゆき」（1981年、89分、原作：斎藤隆介）
- 「綿の国星」（1984年、96分原作：大島弓子）
- 「火の雨がふる」（1988年、80分、原作：福岡空襲を記録する会証言集「火の雨が降った」）
- 「伊勢湾台風物語」（1989年、85分）- 建設省・農林水産省・運輸省推薦作品・「国際防災の十年」推進本部推薦作品、伊勢湾台風30年事業実行委員会後援作品
- 「うしろの正面だあれ」（1991年、90分、原作：海老名香葉子）- 文部省選定・厚生省中央児童福祉審議会特選作品・日本PTA 全国協議会特選、東京都平和の日記念行事参加作品・優秀映画鑑賞会推薦作品他
- 「ぞう列車がやってきた」（1992年、90分、原作：小出隆司）- 文部省選定、日本PTA全国協議会推薦、優秀映画観賞会推薦、日本私立小学校連合会推薦
- 「せんぼんまつばら」（1992年、90分、原作：岸武雄 「千本松原」）- 芸術文化振興基金助成作品
- 「ライヤンツーリ－のうた」（1994年、85分、原作：たかしよいち「北の逃亡者」）- 文部省選定作品・日本PTA全国協議会特別推薦・北海道教育委員会特別選定、厚生省中央児童福祉審議会推薦・日本青年団協議会推薦他
- 「PIPI とべないホタル」（1996年、90分）- ヒューストン国際映画祭ファミリー・チルドレン部門金賞受賞、文部省選定作品・厚生省中央児童福祉審議会推薦作品・建設河川局推薦作品他
- 「マヤの一生」（1996年、70分、原作：椋鳩十）
- 「栄光へのシュプール」（1997年、90分、原作：和田 登「スキーに生きる」）- 長野オリンピック文化芸術参加作品
- 「えっちゃんのせんそう」（2002年、80分、原作：岸川 悦子）
- 「明日をつくった男」（2003年、原作：田村喜子「京都インクライン物語」）- 実写とアニメーション、文部科学省選定作品・第21回土木学会映画コンクール最優秀賞受賞、第3回世界水フォーラム参加作品
- 「NAGASAKI 1945 アンゼラスの鐘」（2005年、原作：秋月辰一郎「長崎原爆記」「死の同心円」）- 被爆60周年平和祈念作品・2007年ニューヨーク国連本部上映作品、文部科学省選定・児童福祉文化賞推薦作品・日本原水爆被害者団体協議会推薦他
- 「パッテンライ!! 〜南の島の水ものがたり〜」（2008年、90分）- 日本領有時代の台湾で水利土木事業に取り組んだ技術者・八田與一の伝記、第23回土木学会映画コンクール最優秀賞・土木学会土木技術映像委員会選定作品
- 「氷川丸ものがたり」（2015年、90分、原作：伊藤玄二郎「氷川丸ものがたり」（かまくら春秋社））製作：氷川丸ものがたり製作委員会、製作協力：全日本海員組合 / 星槎グループ

短編アニメーション作品
- 「おーい／アダッチー」（1992年3月、企画:足立区）- 足立区制60周年記念アニメーション
- 「つるにのって」（1993年5月公開、27分）- ウィッセンブール国際児童映画祭観客賞受賞・1995年国連軍縮本部上映作品
- 「鬼がら」（1994年12月、27分、製作:「鬼がら」製作委員会・宮崎県聴覚障害者協会）- 文部省選定・日本映画ペンクラブ推薦・日本青年団協議会推薦・宮崎県知事推薦、PTA全国協議会特選・厚生省中央児童福祉審議会特選・優秀映画鑑賞会推薦
- 「九頭竜川と少年」（1998年10月公開、30分、製作:九頭竜川水系治水百周年記念事業実行委員会）
- 「クマのミナクロと公平じいさん」（1999年1月、23分）- 文部省選定・第46回教育映画祭動画部門最優秀賞受賞、厚生省中央児童福祉審議会推薦・日本PTA全国協議会推薦、優秀映画観賞会推薦・日本動物愛護協会推薦
- 「あったてんがのぉ」（2000年5月、30分、製作:越路町）- 新潟県越路町町制施行45周年記念作品、第47回教育映像祭優秀作品賞受賞・日本PTA全国協議会推作品

OVA
- 紅い牙 ブルー・ソネット（1989年3月 - 、30分、全5話、漫画原作:柴田昌弘）
- のたり松太郎（1989年9月 - 、30分、原作漫画：ちばてつや）

ビデオ教材・広報ビデオ
- 「怪盗ガリーの日本人攻略法」（1999年、約9分） - 企画:外務省 海外安全劇場にて動画配信中
- 「私たちの暮らしと土木」（2001年11月、シリーズ全3話、各20分） 企画:全国建設研修センター- 文部科学省選定・土木学会選定、土木学会映画ビデオコンクール優秀賞受賞（第2話）
- 「ご案内します アナザーワールドへ」（2004年、16分） - 企画:国税庁 ビデオライブラリーにて動画配信中 - 国税庁企画の租税教育用アニメーション
- 「みんなの話し合い 〜誰でもストア〜」（2014年） - 企画:一般財団法人 日本児童教育振興財団
- 「夢は世界をかけめぐる 海外技術協力のパイオニア」（2015年、21分） - 企画:公益社団法人土木学会、特別協力:日本工営株式会社
- 「立山砂防・土砂との闘い～世界に誇る防災遺産～」（2017年、14分）- 製作:富山県世界遺産登録推進事業実行委員会

グロス請け作品
- みかん絵日記（制作元請：日本アニメーション、1992年-1993年）
- 3丁目のタマ うちのタマ知りませんか?（制作元請：グループ・タック、1994年）
- 銀河英雄伝説第4期・外伝第1期（制作元請：ケイファクトリー、1996年-1998年）
- サクラ大戦 桜華絢爛（制作元請：RADIX、1997年-1998年）
- 花さか天使テンテンくん（制作元請：日本アニメーション、1998年-1999年）
- 未来少年コナンII タイガアドベンチャー（制作元請：日本アニメーション、1999年-2000年）
- 陽だまりの樹（制作元請：マッドハウス、2000年）
- はじめの一歩（制作元請：マッドハウス、2000年-2002年）
- とっとこハム太郎（制作元請：トムス・エンタテイメント、2000年-2006年）
- キャプテン翼（平成版）（制作元請：グループ・タック、2001年-2002年）
- 星のカービィ（制作元請：スタジオ・ザイン、2001年-2003年）
- ごくせん（制作元請：マッドハウス、2004年）
- こちら葛飾区亀有公園前派出所（制作元請：ぎゃろっぷ、1996年-2004年）
- MONSTER（制作元請：マッドハウス、2004年-2005年）
- 双恋（制作元請：テレコム・アニメーションフィルム、2004年）
- だめっこどうぶつ（制作元請：マジックバス、2005年）
- ぱにぽにだっしゅ!（制作元請：ガンジス、シャフト、2005年）
- スクールランブル（制作元請：スタジオコメット、2005年）
- タイドライン・ブルー（制作元請：テレコム・アニメーションフィルム、2005年）
- capeta（制作元請：スタジオコメット、2005年-2006年）
- 牙 -KIBA-（制作元請：マッドハウス、2006年）
- 無敵看板娘（制作元請：テレコム・アニメーションフィルム、2006年）
- 僕等がいた（制作元請：アートランド、2006年）
- 家庭教師ヒットマンREBORN!（制作元請：アートランド、2006年）
- GR-GIANT ROBO-（制作元請：エー・シー・ジー・ティー、2007年）
- ロケットガール（制作元請：ムークDLE、2007年）
- ラブ★コン（制作元請：東映アニメーション、2007年）
- 湾岸ミッドナイト（制作元請：エー・シー・ジー・ティー、2007年）
- 装甲騎兵ボトムズ ペールゼン・ファイルズ（制作元請：サンライズインタラクティブ、アンサー・スタジオ、2007-2008年）
- チーズスイートホーム（制作元請：マッドハウス、2008年）
- チーズスイートホーム あたらしいおうち（制作元請：マッドハウス、2009年）
- 夏のあらし!（制作元請：シャフト、2009年）
- 【懺・】さよなら絶望先生（制作元請：シャフト、2009年）
- 化物語（制作元請：シャフト、2009年）
- 夏のあらし! 〜春夏冬中〜（制作元請：シャフト、2009年）
- 装甲騎兵ボトムズ 幻影篇（制作元請：サンライズ、2010年）
- 屍鬼（制作元請：童夢、2010年）
- たまごっち!（制作元請：オー・エル・エム、2009年-2012年）
- たまごっち! ゆめキラドリーム（制作元請：オー・エル・エム、2012年-2013年）
- たまごっち! みらくるフレンズ（制作元請：オー・エル・エム、2013年）
- ONE PIECE（制作元請：東映アニメーション、1999年-）
- GO-GO たまごっち!（制作元請：オー・エル・エム、2014年-2015年）
- 金色のコルダ Blue♪Sky（制作元請：TYOアニメーションズ、2014年）
- 東京ESP（制作元請：XEBEC、2014年）
- かみさまみならい ヒミツのここたま（制作元請：オー・エル・エム、2015年-2018年）